# Rio Beuca
O Rio Beuca é um rio da Romênia afluente do Rio Pârâul Mare, localizado no distrito de Braşov.